# Damián Blaum
Damián Blaum (Buenos Aires, 11 de junio de 1981) es un nadador argentino de aguas abiertas. 
Campeón del Mundo en Aguas Abiertas en 2013 y cinco veces subcampeón entre 2009 y 2012.
Actualmente, posee el récord de cruce a nado del Río de la Plata (Colonia del Sacramento - Punta Lara) alcanzado en 2018.
Es Personalidad Destacada del Deporte en el ámbito de la Ciudad Autónoma de Buenos Aires.
A lo largo de su activa carrera deportiva ha recibido reconocimientos como el Olimpia, Premio Konex, Newbery y dictado charlas, clases y clínicas en distintas organizaciones.  

## Biografía
Damián Blaum nació el 11 de junio de 1981. A los seis años ya entrenaba cuatro veces por semana. Su primera competencia como federado fue a los diez años representando al Club Náutico Hacoaj y luego pasó al Club de Gimnasia y Esgrima de Buenos Aires y a los dieciséis años se decidió a nadar en aguas abiertas.
Blaum participó de los Juegos Olímpicos de Pekín 2008 y terminó en el puesto 21 en la maratón de 10 kilómetros de aguas abiertas.
Sus estudios primarios los realizó en el Instituto Ser, los secundarios en el Colegio Einstein y estudió Marketing en la Universidad de Ciencias Empresariales y Sociales (UCES). 
En la actualidad compite por el Club River Plate y por el Club Natacio Sabadell.
En 2009 ganó la decimoquinta edición del Hernandarias-Paraná, el maratón más largo del mundo luego de casi 10 horas y media de competición.
En 2009 Blaum también se colocó en el 2.º en el Ranking Mundial de la Fédération Internationale de Natation (FINA), después del búlgaro Petar Stoychev.
En 2010 obtuvo el Premio Konex - Diploma al Mérito como uno de los cinco mejores nadadores de la década en la Argentina.

## Palmarés
- POSICIONES EN RANKINGS DE AGUAS ABIERTAS:
  - Campeón del Mundo Aguas Abiertas FINA 2013.
  - Subcampeón del Mundo Aguas Abiertas FINA 2009, 2010, 2011, 2012.
  - Campeón Argentino Aguas Abiertas 1999, 2000, 2001 y 2003.
- POSICIONES EN CARRERAS DE AGUAS ABIERTAS:
  - 1.º puesto en Santa Fe-Coronda 2017.
  - 1° puesto en Capri-Napoli 2015.
  - 1° puesto en Capri-Napoli 2010.
  - 1° puesto en Hernandarias-Paraná 2010.
  - Medalla de Bronce Juegos Odesur 2010.
  - 1° puesto en Hernandarias-Paraná 2009.
  - Medalla de Oro en Juegos Sudamericanos de Playa 2009.
  - 1° puesto en Hernandarias-Paraná 2007.
  - Medalla de Oro en Campeonato Sudamericano 2006.
  - 5.º puesto en el Ranking Mundial 2005.
  - 3.º puesto en Santa Fe-Coronda 2005.
  - 3.º puesto en Hernandarias Paraná 2005.
  - 3.º puesto en el Cañón del Sumidero México, 2005.
  - 6.º puesto en los 10 km del Campamento Mundial de Dubái 2004.
  - Medalla de Oro en Campeonato Sudamericano 2004.
  - Medalla de Plata Juegos Panamericanos 2004.
  - 8.º puesto en los 10 km del mundial de Barcelona 2003.
  - 10.º puesto en los 5 km del mundial de Barcelona 2003.
  - 3.º puesto en la copa del mundo de Cancún 2003.
  - Campeón Sudamericano de 5 km en el 2004.
  - Subcampeón Argentino de 1500 m en Pileta en Rosario (Argentina) 2001.
  - Subcampeón Sudamericano de 25 km en el 2000.
  - Medalla de Oro en Campeonato Sudamericano 2000.
  - Campeón Argentino de relevos y campeón de la República de relevos.
  - 3.º puesto en los 1500 m de la República de 1999 en Mar del Plata.

## Premios y reconocimientos
Personalidad Destacada de la Ciudad Autónoma de Buenos Aires en el ámbito del deporte (Legislatura de la Ciudad de Buenos Aires).
Olimpia de Plata de Natación en dos ocasiones. 
Premio Konex - Diploma al Mérito.
Premio Jorge Newbery. 
Plusmarquista Cruce a nado del Río de la Plata 9hs 06min (Colonia del Sacramento - Punta Lara), 2018.